# Ibiškovec

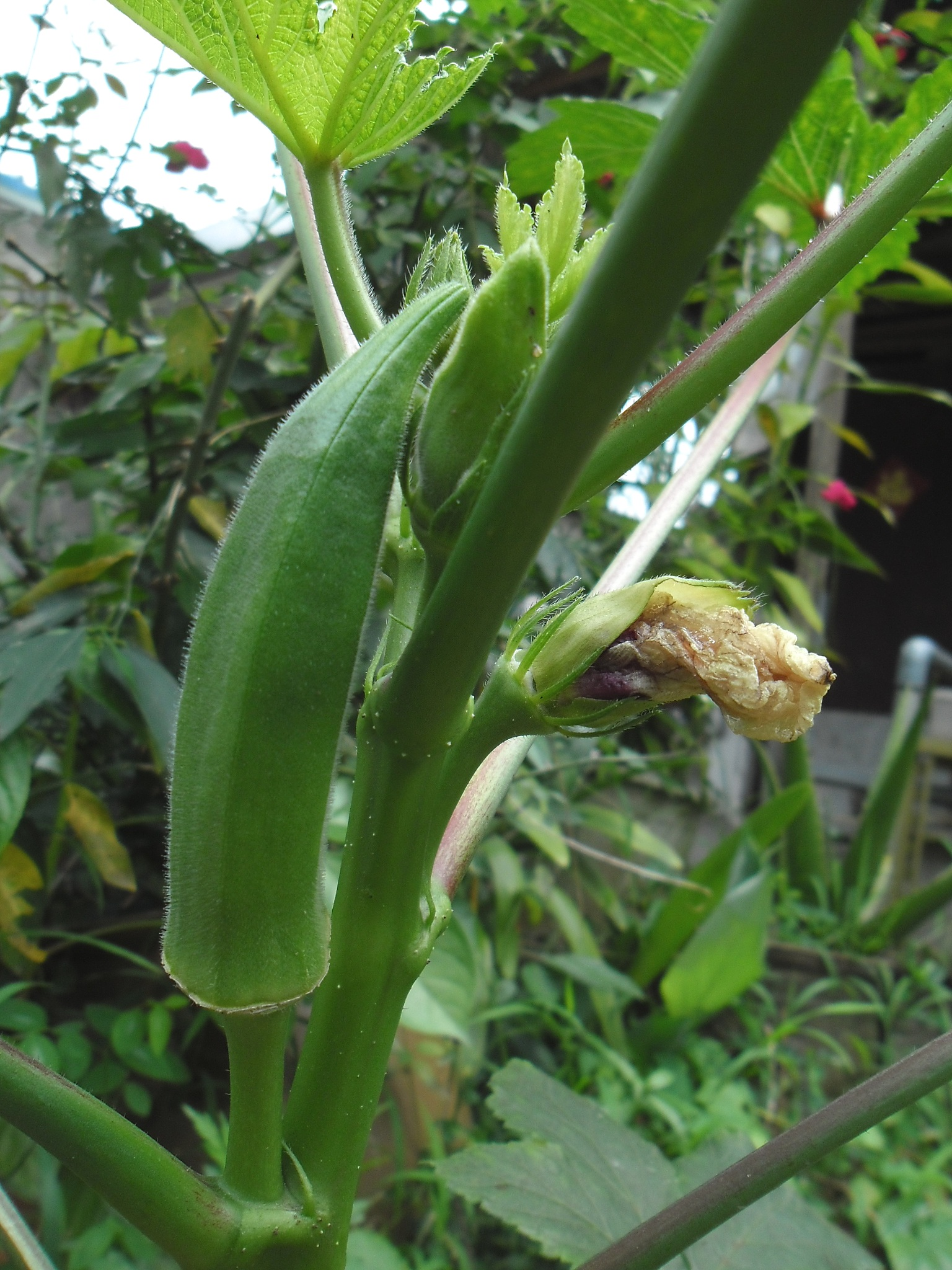
Okra, nezralý plod ibiškovce jedlého

Ibiškovec (Abelmoschus) je rod rostlin z čeledi slézovité. Zahrnuje 15 druhů jednoletých až vytrvalých bylin, pocházejících vesměs z tropické Asie. Ibiškovce jsou ponejvíce byliny s jednoduchými listy s dlanitou žilnatinou a s velkými nápadnými květy, vzhledově podobné ibiškům. Ibiškovec jedlý je v tropech pěstován pro nezralé lusky, známé jako okra. V Asii a Africe je to významná zelenina. V tropech se pěstují i jiné druhy. Ibiškovce poskytují také vonnou silici a vlákna a pěstují se jako okrasné rostliny.

## Popis
Ibiškovce z rodu Abelmoschus jsou jednoleté, dvouleté nebo vytrvalé byliny až polokeře. Rostliny jsou často srstnaté nebo plstnaté, odění se často skládá převážně z jednoduchých chlupů. Listy jsou velké, jednoduché, řapíkaté, celistvé až hluboce dlanitě laločnaté, s dlanitou žilnatinou. Na okraji jsou zubaté nebo vroubkované. Květy jsou velké, žluté nebo červené a vyrůstají jednotlivě v paždí listů. Kalich je toulcovitý, na vrcholu zakončený 5 zuby. V průběhu vývoje květu se kalich asymetricky na jedné straně rozděluje. Na bázi kalicha je kalíšek tvořený 4 až 16 nitkovitými až kopinatými laloky. Koruna je nálevkovitá, tvořená 5 korunními lístky. Kalich po odkvětu opadává spolu s korunou, kalíšek je vytrvalý. Tyčinky jsou srostlé do sloupku, který je kratší než koruna. V semeníku je 5 komůrek obsahujících mnoho vajíček. Čnělka je jediná, na vrcholu s 5 hlavatými, přisedlými bliznami. Plodem je podlouhlá pouzdrosečná tobolka obsahující mnoho hladkých, ledvinovitých nebo kulovitých semen.

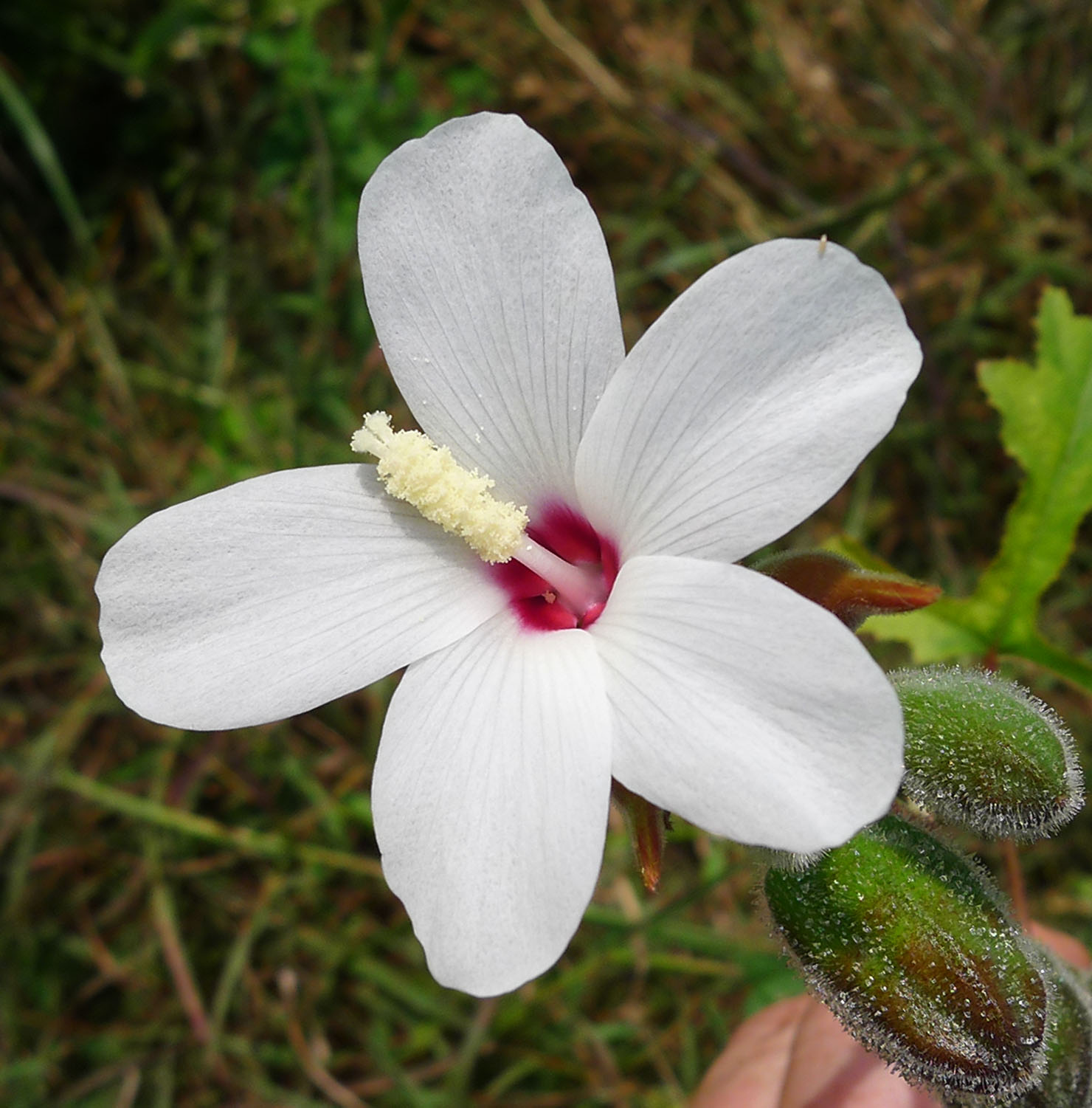
Květ ibiškovce A. ficulneus
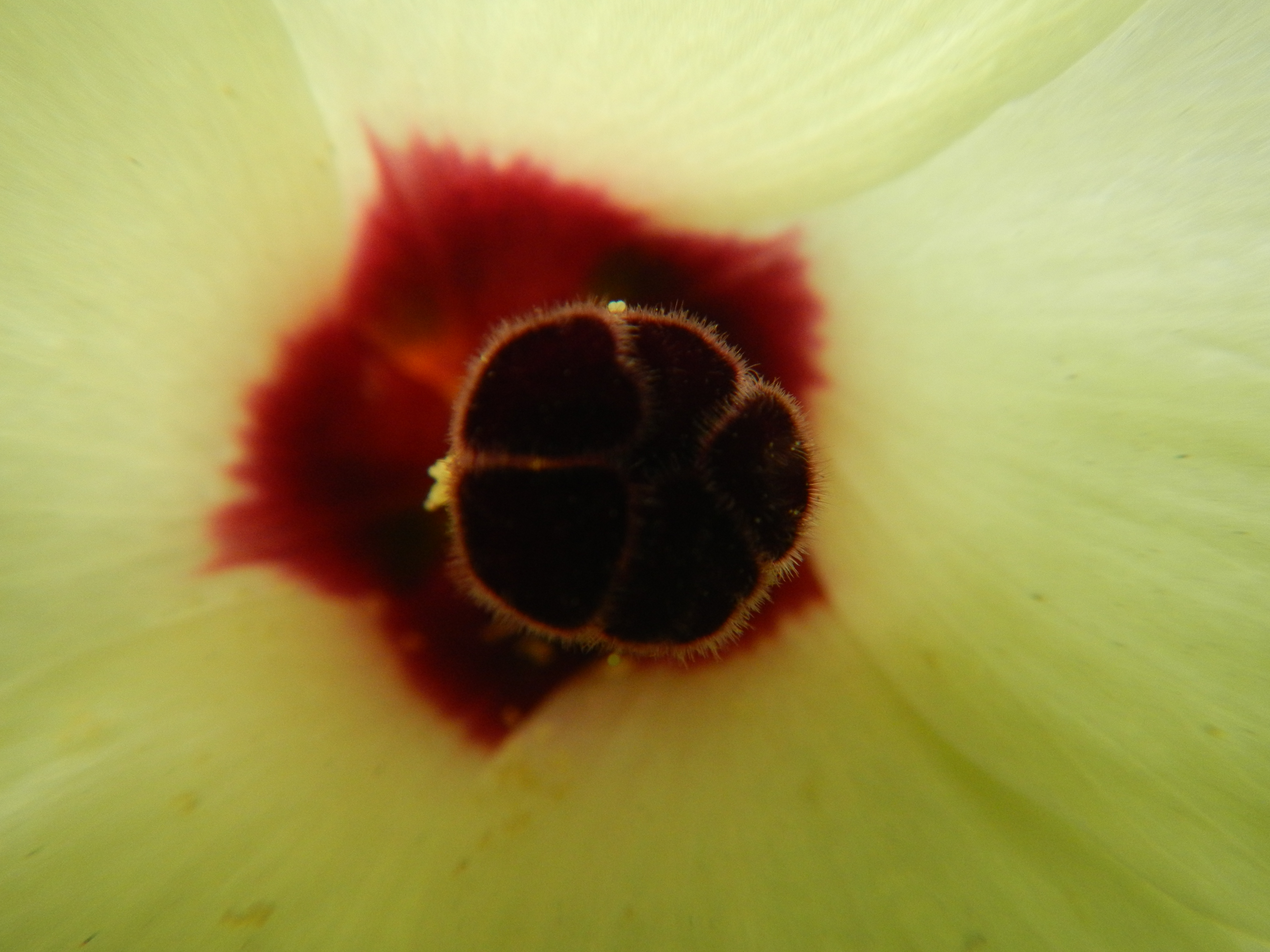
Detail čnělky ibiškovce jedlého
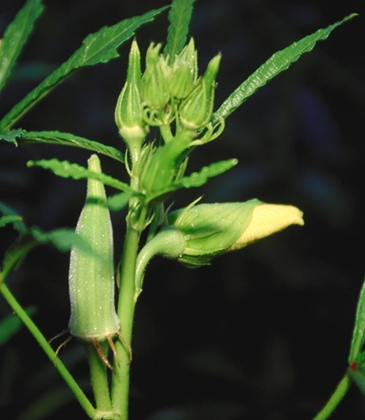
Poupata ibiškovce se zřetelným kalichem a kalíškem
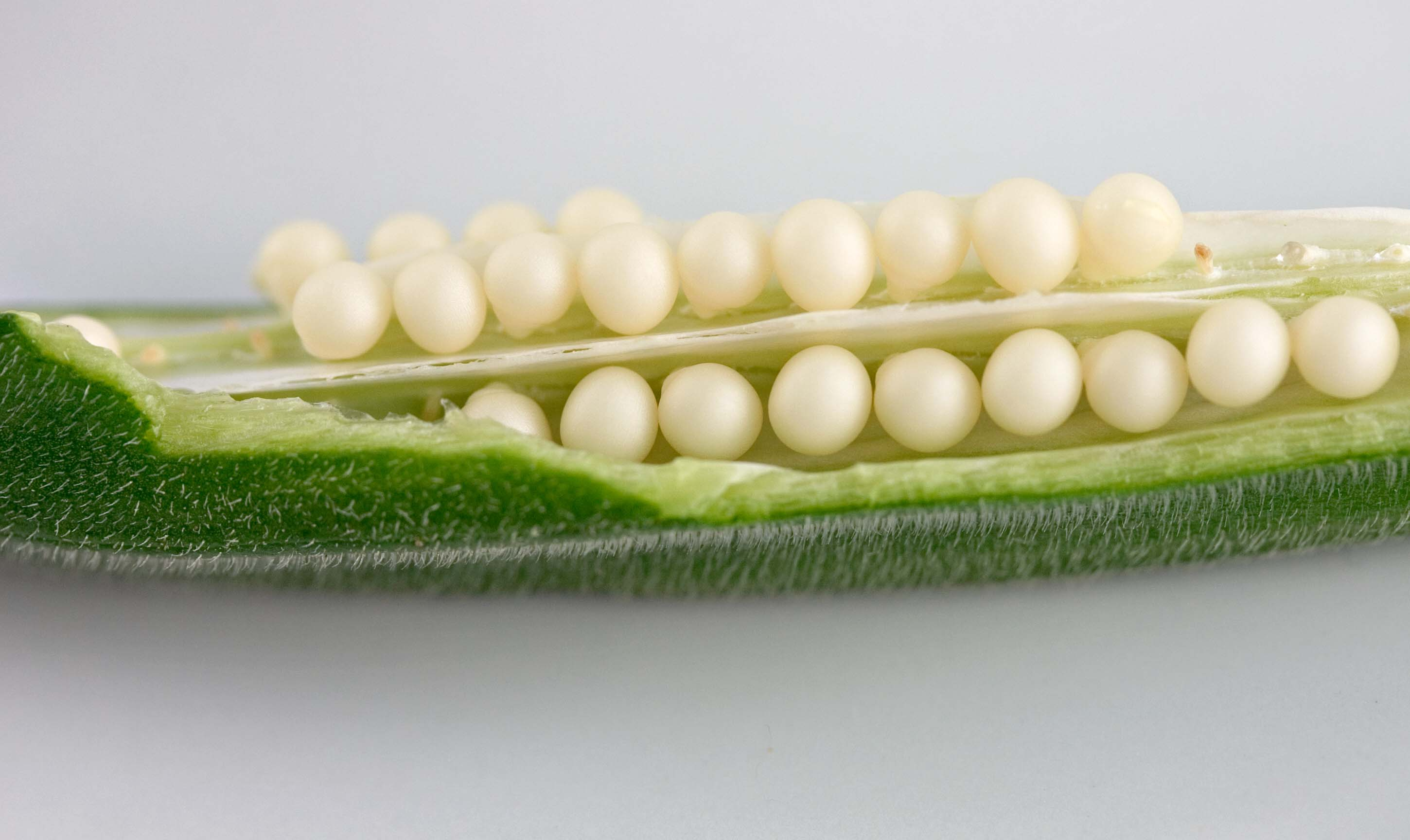
Otevřená tobolka ibiškovce jedlého

## Rozšíření
Rod Abelmoschus zahrnuje asi 15 druhů, jejichž původ je vesměs v tropické a subtropické Asii. Rod zasahuje i do Austrálie a na Tichomořské ostrovy. Některé druhy jsou v kultuře již tisíce let a rozšířily se i v jiných teplých krajích, zejména v Africe. Druh Abelmoschus caillei je znám pouze z kultury v tropické Africe. Bylo zjištěno, že se jedná o kulturního křížence A. manihot a A. esculentus.
Druh Abelmoschus ficulneus je uváděn i z Madagaskaru.

## Taxonomie
V minulosti byl rod Abelmoschus spojován s rodem ibišek (Hibiscus). V české literatuře se objevovalo zavádějící jméno proskurník, ačkoliv rod proskurník (Althaea) se od ibiškovce velmi odlišuje a tyto 2 rody nebyly nikdy spojovány.
Ze skupiny vzhledově podobných rodů slézovitých rostlin se ibiškovec podobně jako ibišek, bavlník a několik dalších méně známých rodů vymyká plody – tobolkami, zatímco většina ostatních slézovitých bylin (sléz, proskurník, mračňák, slézovka aj.) má plody poltivé, rozpadavé na jednosemenné díly. Bavlník se od ibiškovce liší dlouze chlupatými semeny.
Od ibišku lze ibiškovec rozeznat podle toulcovitého kalichu a dále podle koruny která opadává zároveň s kalichem, zatímco ibišky mají kalich vytrvalý, zakončený 5 laloky. Koncová ramena nesoucí blizny jsou u ibišku od sebe oddálená, zatímco blizny u ibiškovce k sobě většinou těsně přiléhají.

## Zástupci
- ibiškovec jedlý (Abelmoschus esculentus)
- ibiškovec pižmový (Abelmoschus moschatus)

## Význam
Ibiškovec jedlý je v Asii i Africe pěstován jako zelenina. Jeho nezralé plody jsou známy jako okra. Ze stonků se získávají vlákna. Okra je pěstována i v jiných částech světa, např. na jihu USA. Jako zelenina jsou využívány i jiné druhy ibiškovce: v tropické západní Africe Abelmoschus caillei, na Papui a v Tichomoří A. manihot. V tropické Americe je pěstován zejména ibiškovec pižmový (A. moschatus). Ze semen ibiškovce pižmového se získává silice používaná v kosmetice, jako aroma v potravinářství apod. Některé druhy ibiškovce jsou v teplých krajích pěstovány jako okrasné rostliny.

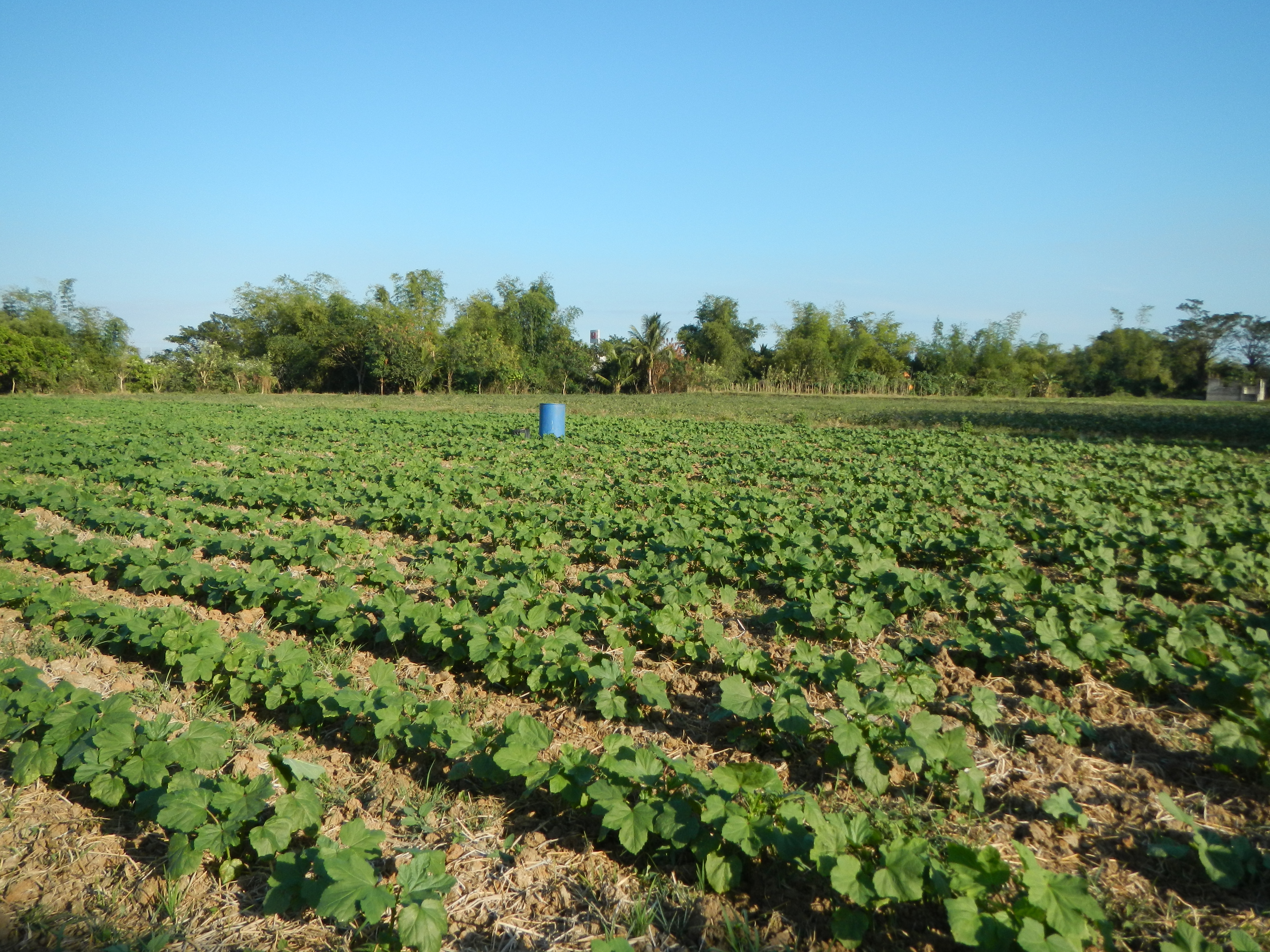
Plantáž okry na Filipínách
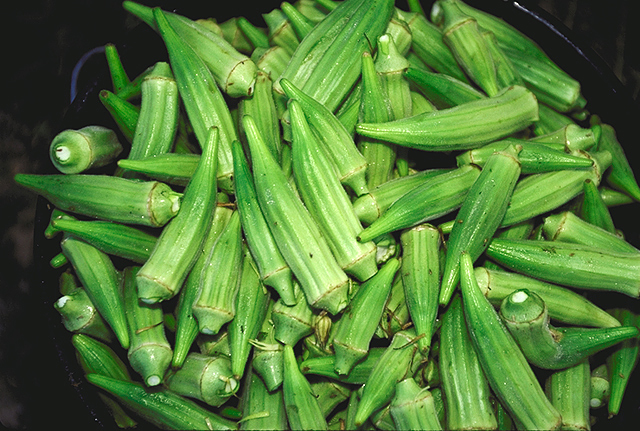
Sklizená okra
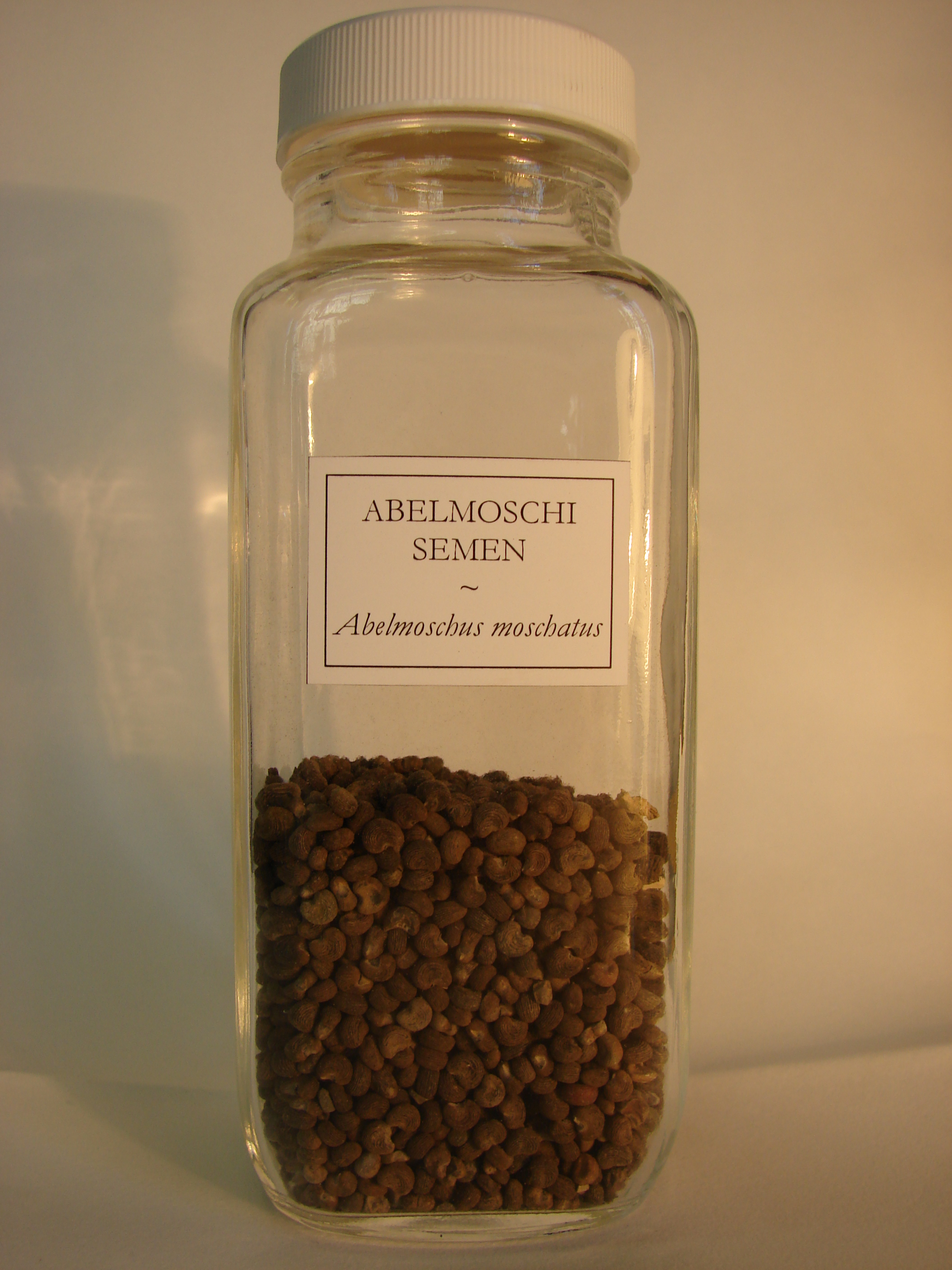
Semena ibiškovce pižmového